# Siemiany (film)
Siemiany – polsko-belgijski film krótkometrażowy z 2009 roku w reżyserii Philipa Jamesa McGoldricka.

## Opis fabuły
Michał i Andrzej to dwaj nastolatkowie, którzy każde wakacje spędzają razem w miejscowości Siemiany na Mazurach. Lata wspólnych wspomnień scalają ich przyjaźń. Wakacyjna nuda i poczucie wielkiej jedności przeistacza ich przyjaźń w coś więcej.

## Obsada
- Damian Ul jako Andrzej
- Michał Włodarczyk jako Michał
- Aleksandra Radwańska jako Agnieszka
- Kamil Grenda jako Łukasz
- Joanna Opozda jako Dorota
- Mariola Wasińska jako Giza